# Borstreconstructie

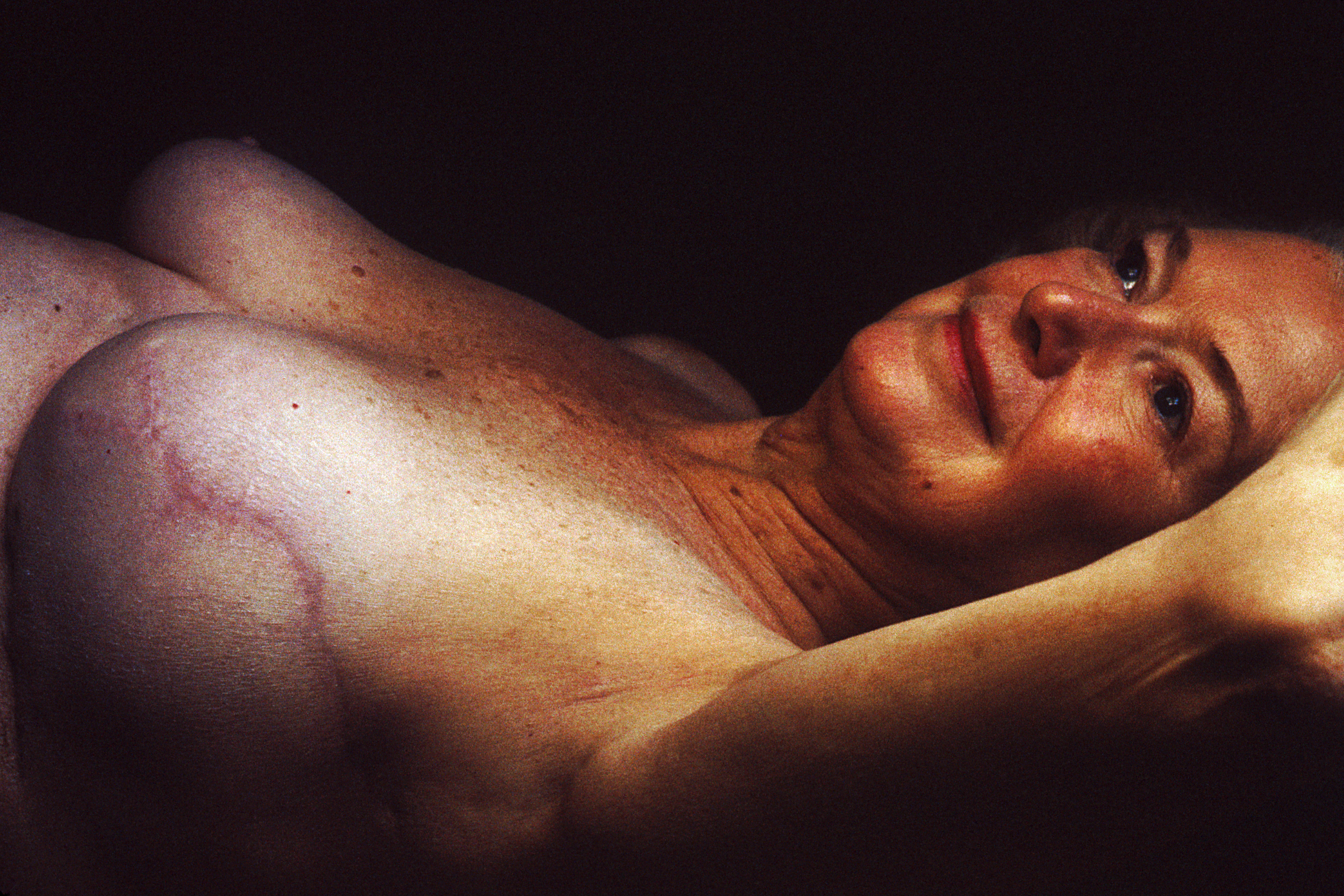
Resultaat van borstreconstructie na een borstamputatie. De tepel ontbreekt en het litteken is goed zichtbaar.

Borstreconstructie is het chirurgisch namaken van (een deel van) een borst na een borstamputatie. Het doel is een nieuwe borst te maken die zoveel mogelijk op de andere of de oorspronkelijke borst lijkt.

## Methoden
Een borstreconstructie kan gebeuren met eigen weefsel (huid en spier- en vetweefsel van de buik of billen), met een inwendig borstimplantaat of met een uitwendige borstprothese. De keuze van de methode hangt onder meer af van de behandeling van de tumor, leeftijd, lichaamsbouw, lichaamsgewicht, gezondheid, kwaliteit van de huid (littekens) en de grootte en vorm van de borst.
Na een borstsparende operatie of een preventieve borstamputatie kan een directe borstreconstructie worden uitgevoerd, tijdens dezelfde narcose. Of iemand ervoor in aanmerking komt, hangt onder andere af van de algehele gezondheid. Meestal is het resultaat mooier dan bij een uitgestelde reconstructie, maar er is een grotere kans op complicaties. Een uitgestelde borstreconstructie kan vanaf drie maanden na de borstamputatie gebeuren.
Na een borstreconstructie kan men tijdelijk een speciale prothesebeha dragen voor extra ondersteuning en een betere drukverdeling, zodat oedeemvorming wordt voorkomen.

## Psychosociale gevolgen
Het zelfbeeld van de vrouw kan enorm lijden onder een borstamputatie. Depressie, stress en angst zijn geen onbekende symptomen bij deze patiënten. Bijgevolg kan een borstreconstructie een belangrijke factor zijn binnen het herstelproces na amputatie. Deze ingreep zou het sociaal, emotioneel en seksueel welzijn van de vrouw verbeteren. Studies tonen aan dat een directe borstreconstructie vaak zorgt voor minder angst, meer zelfvertrouwen en een betere levenskwaliteit.
Niet elke vrouw wenst een borstreconstructie. Sommige vrouwen accepteren hun lichaam zoals het is na de amputatie en hebben een beter lichaamsbeeld dan vrouwen die wel een borstreconstructie hebben ondergaan. Ook zijn sommige vrouwen teleurgesteld na een borstreconstructie omdat deze niet voldoet aan hun verwachtingen. Het is dus van groot belang dat elke vrouw individueel benaderd wordt om haar behoeften en verwachtingen te achterhalen. Met professionele begeleiding zullen patiënten beter geïnformeerd zijn en in staat zijn betere beslissingen te nemen. Deze begeleiding kan worden uitgevoerd door zorgverleners die betrokken zijn in het zorgtraject.